# Dictyophara infumata
Dictyophara infumata är en insektsart som först beskrevs av De Bergevin 1916.  Dictyophara infumata ingår i släktet Dictyophara och familjen Dictyopharidae. Inga underarter finns listade i Catalogue of Life.